# Jamie Mackie
James ("Jamie") Charles Mackie (Dorking, 22 september 1985) is een Schots profvoetballer die sinds 2013 onder contract staat bij Queens Park Rangers.

## Clubcarrière
Jamie Mackie begon zijn carrière bij AFC Wimbledon in 2003. Na één seizoen maakte hij al de overstap naar Milton Keynes Dons. Ondanks dat hij daar niet wist te overtuigen maakte in augustus 2005 de overstap naar Exeter City. Tijdens zijn verblijf bij Exeter kwam hij tot iets minder dan 100 duels waarin hij bijna 20 keer wist te scoren.
In 2008 maakte hij de overstap naar Plymouth Argyle. Tijdens zijn debuutwedstrijd tegen Barnsley FC wist hij meteen in een minuut tijd te scoren nadat hij het veld in kwam. Mackie kon er echter niet voor zorgen dat Plymouth in 2010 degradeerde uit de Football League Championship. Nadat seizoen maakte hij de overstap naar Queens Park Rangers. Bij deze club maakte hij vaak deel uit van basiself. Op 8 januari 2011 liep Mackie in duel met Gael Givet van Blackburn Rovers een dubbele kuitbeenbreuk op. Deze blessure zou hem tot september van dat jaar uit de running houden. Ondanks de afwezigheid van Mackie wist de club te promoveren naar de Premier League.
In oktober 2011 maakte hij weer zijn eerste minuten in het eerste tegen Fulham FC. Ook in de Premier League liet hij zijn waarde voor het elftal te laten zien door het scoren van de beslissende 3-2 tegen Liverpool. Na drie seizoenen voor QPR te hebben gevoetbald maakte hij in juli 2013 voor een bedrag van één miljoen Pond de overstap naar Nottingham Forest. In zijn drie seizoenen voor de Londense club was hij uitgegroeid tot een publiekslieveling. In Nottingham tekende hij een contract voor drie jaar.
Mackie was voor het eerst voor Nottingham trefzeker in de wedstrijd tegen Bolton Wanderers op 17 augustus 2013. Een jaar later werd hij echter door zijn club uitgeleend aan Reading FC. Na zijn uitleenbeurt aan Reading werd zijn contract ontbonden en tekende hij een contract bij zijn voormalige werkgever Queens Park Rangers.

## Interlandcarrière
Mackie maakte zijn debuut voor het Schots voetbalelftal op 8 oktober 2010 in het EK-kwalificatieduel in en tegen Tsjechië. Zijn eerste interlanddoelpunt scoorde hij tegen de Faeröer op 16 november 2010.
| Interlands van Jamie Mackie voor Schotland | Interlands van Jamie Mackie voor Schotland | Interlands van Jamie Mackie voor Schotland | Interlands van Jamie Mackie voor Schotland | Interlands van Jamie Mackie voor Schotland | Interlands van Jamie Mackie voor Schotland |
| №                                          | Datum                                      | Wedstrijd                                  | Uitslag                                    | Competitie                                 | Goals                                      |
| Als speler van Queens Park Rangers         | Als speler van Queens Park Rangers         | Als speler van Queens Park Rangers         | Als speler van Queens Park Rangers         | Als speler van Queens Park Rangers         | Als speler van Queens Park Rangers         |
| ------------------------------------------ | ------------------------------------------ | ------------------------------------------ | ------------------------------------------ | ------------------------------------------ | ------------------------------------------ |
| 1                                          | 08.10.2010                                 | Tsjechië – Schotland                       | 1 – 0                                      | EK-kwalificatie                            | 0                                          |
| 2                                          | 12.10.2010                                 | Schotland – Spanje                         | 2 – 3                                      | EK-kwalificatie                            | 0                                          |
| 3                                          | 16.11.2010                                 | Schotland – Faeröer                        | 3 – 0                                      | Oefeninterland                             | Goal                                       |
| 4                                          | 11.11.2011                                 | Cyprus – Schotland                         | 1 – 2                                      | Oefeninterland                             | Goal                                       |
| 5                                          | 29.02.2012                                 | Slovenië – Schotland                       | 1 – 1                                      | Oefeninterland                             | 0                                          |
| 6                                          | 08.09.2012                                 | Schotland – Servië                         | 0 – 0                                      | WK-kwalificatie                            | 0                                          |
| 7                                          | 11.09.2012                                 | Schotland – Macedonië                      | 1 – 1                                      | WK-kwalificatie                            | 0                                          |
| 8                                          | 12.10.2012                                 | Wales – Schotland                          | 2 – 1                                      | WK-kwalificatie                            | 0                                          |
| 9                                          | 16.10.2012                                 | België – Schotland                         | 2 – 0                                      | WK-kwalificatie                            | 0                                          |

## Erelijst
Queens Park Rangers
- Football League Championship

2011